# Iacob Hotăran
Iacob Hotăran (n. 27 decembrie 1855, Șiria, comitatul Arad, Imperiul Austriac – d. 1936, Șiria, Regatul României) a fost delegat din partea cercului Șiria, comitatul Arad la Marea Adunare Națională de la Alba Iulia, organismul legislativ reprezentativ al „tuturor românilor din Transilvania, Banat și Țara Ungurească”, cel care a adoptat hotărârea privind Unirea Transilvaniei cu România, la 1 decembrie 1918.

## Biografie
A absolvit Facultatea de Drept. A fost un avocat  și notar public în Șiria. A decedat la Șiria în anul 1936.

## Activitate politică
A fost membru al P.N.R ., având apoi funcția de președinte al organizației locale P.N.R. din Șiria. A fost cel care a organizat Garda Națională Română din Șiria. A fost ales delegat din partea Cercului Șiria, Arad, comitatul Arad (azi județul Arad), la Marea Adunare Națională de la Alba Iulia din 1 decembrie 1918.